# 대한민국 제13대 대통령 선거 신민주공화당 후보 선출
신민주공화당 제13대 대통령 후보 지명은 신민주공화당이 1987년 10월 30일 창당대회 및 대통령 후보 지명대회를 개최하고 운정 김종필을 1987년 대통령 선거에 출마할 당의 후보로 추대한 것을 말한다.

## 과정
1980년 초 신군부의 탄압으로 정계를 은퇴해야 했던 김종필 전 민주공화당 총재는 6·29 선언 발표 이후 정계 복귀 의향을 내비치기 시작했다. 김종필 전 총재가 정계 복귀를 선언하고 신당 창당을 준비하자 해금된 구 여권 정치인들을 비롯해 한국국민당에서 상당수 의원 및 원외위원장들이 탈당하고 합류하는 등 옛 민주공화당 출신 정치인들이 대거 참여했다. 김종필의 정계 복귀 전 구 여권 세력의 구심점이던 한국국민당은 김종필에게 국민당의 대통령 후보가 돼줄 것을 요청했으나 거절 당했고, 이후 국민당과 공화당을 합당할 것을 제의했으나 역시 거절 당했다. 이후 국민당은 야권 단일화를 위하여 대통령 후보를 내지 않겠다고 선언하였다.

## 전당대회
신민주공화당은 1987년 10월 30일 서울 동숭동 흥사단 건물에서 대의원 3,242명 중 3,097명이 모인 가운데 전당대회를 열고 김종필 전 민주공화당 총재를 당 총재 및 대선 후보로 추대했다. 같은 날 자유민주주의, 자유 경제, 기업 윤리 확립, 소득 공정 분배, 근로자 중산층화, 평화·민주·자주 통일 등을 골자로 한 정강정책도 채택됐다.

## 후보
| 신민주공화당 제13대 대통령 선거 경선 후보 | 신민주공화당 제13대 대통령 선거 경선 후보 | 신민주공화당 제13대 대통령 선거 경선 후보                                                                         | 신민주공화당 제13대 대통령 선거 경선 후보 |
| 후보                                      | 생년                                      | 경력 | 비고                                      |
| ----------------------------------------- | ----------------------------------------- | --- | ----------------------------------------- |
| 김종필                                    | 1926년                                    | 초대 중앙정보부장 제11대 국무총리 제6·7·8·9·10대 국회의원 前 민주공화당 의장 前 민주공화당 총재 신민주공화당 총재 | 후보 추대                                 |

## 같이 보기
- 대한민국 제13대 대통령 선거
- 대한민국 제13대 대통령 선거 민주정의당 후보 선출
- 대한민국 제13대 대통령 선거 통일민주당 후보 선출
- 대한민국 제13대 대통령 선거 평화민주당 후보 선출